# Monneren
Monneren – miejscowość i gmina we Francji, w regionie Grand Est, w departamencie Mozela.
Według danych na rok 1990 gminę zamieszkiwało 309 osób, a gęstość zaludnienia wynosiła 28 osób/km² (wśród 2335 gmin Lotaryngii Monneren plasuje się na 741. miejscu pod względem liczby ludności, natomiast pod względem powierzchni na miejscu 533.).